# Furusato Japan
Furusato Japan (яп. ふるさとJAPAN), или «Япония, наше отечество» — полнометражный аниме-фильм, выпущенный 7 апреля 2007 года. Фильм создан студией WAO! World.

## Сюжет
Действие происходит в Японии через десять лет после окончания Второй мировой войны, весной 1956 года. Молодая учительница Рэйко Сакамото начинает работу в школе в городке Киба, недалеко от Токио. В это же время в эту школу переводится Сидзу Миянага — девочка, которая хочет стать певицей. Вскоре она становится популярна из-за своих успехов в школе. Президент класса Акира начинает испытывать к Сидзу романтические чувства…

## Персонажи
Акира Янагисава — главный герой картины, мальчик, растущий в большой семье.
Сэйю: Наоя Сэкинэ
Сидзу Миянага — девочка, недавно перевелась в класс Акиры.
Сэйю: Майка Кавагути
Гондзи Абэ — одноклассник и друг Акиры.
Сэйю: Субару Кимура